# Łowkowice (gromada)
Łowkowice – dawna gromada, czyli najmniejsza jednostka podziału terytorialnego Polskiej Rzeczypospolitej Ludowej w latach 1954–1972.
Gromady, z gromadzkimi radami narodowymi (GRN) jako organami władzy najniższego stopnia na wsi, funkcjonowały od reformy reorganizującej administrację wiejską przeprowadzonej jesienią 1954 do momentu ich zniesienia z dniem 1 stycznia 1973, tym samym wypierając organizację gminną w latach 1954–1972.
Gromadę Łowkowice z siedzibą GRN w Łowkowicach utworzono – jako jedną z 8759 gromad na obszarze Polski – w powiecie kluczborskim w woj. opolskim, na mocy uchwały nr VII/21/54 WRN w Opolu z dnia 4 października 1954. W skład jednostki weszły obszary dotychczasowych gromad Łowkowice, Maciejów i Dobiercice ze zniesionej gminy Łowkowice w tymże powiecie. Dla gromady ustalono 15 członków gromadzkiej rady narodowej.
31 grudnia 1959 do gromady Łowkowice włączono wieś Krzywizna ze zniesionej gromady Krzywizna w tymże powiecie.
31 grudnia 1961 do gromady Łowkowice włączono wsie Psczonki i Gosław ze zniesionej gromady Nasale w tymże powiecie. 
Gromada przetrwała do końca 1972 roku, czyli do kolejnej reformy gminnej.